# عامر ذیب
عامر ذیب (عربی: عامر ذيب محمد خليل؛ زادهٔ ۴ فوریهٔ ۱۹۸۰) بازیکن فوتبال اهل اردن بود.
از باشگاه‌هایی که در آن بازی کرده است می‌توان به باشگاه ورزشی الوحدات، باشگاه فوتبال الاتحاد کلبا، باشگاه فوتبال الامارات امارات، و باشگاه فوتبال الفیصلی عربستان سعودی اشاره کرد.
وی همچنین در تیم ملی فوتبال اردن بازی کرده است.